# Distretto di Taleb Larbi
Il distretto di Taleb Larbi è un distretto della provincia di El Oued, in Algeria.

## Comuni
Il distretto di Taleb Larbi comprende 3 comuni:
- Beni Guecha
- Douar El Ma
- Taleb Larbi